# آب‌انبار ننه لطیف
آب‌انبار ننه لطیف مربوط به دوره قاجار است و در استهبان، ۱۶۰ متری جنوب شرق اداره اهواشناسی، جنوب ترمینال استهبان واقع شده و این اثر در تاریخ ۲۷ بهمن ۱۳۸۷ با شمارهٔ ثبت ۲۴۷۲۶ به‌عنوان یکی از آثار ملی ایران به ثبت رسیده است.